# 우루과이강

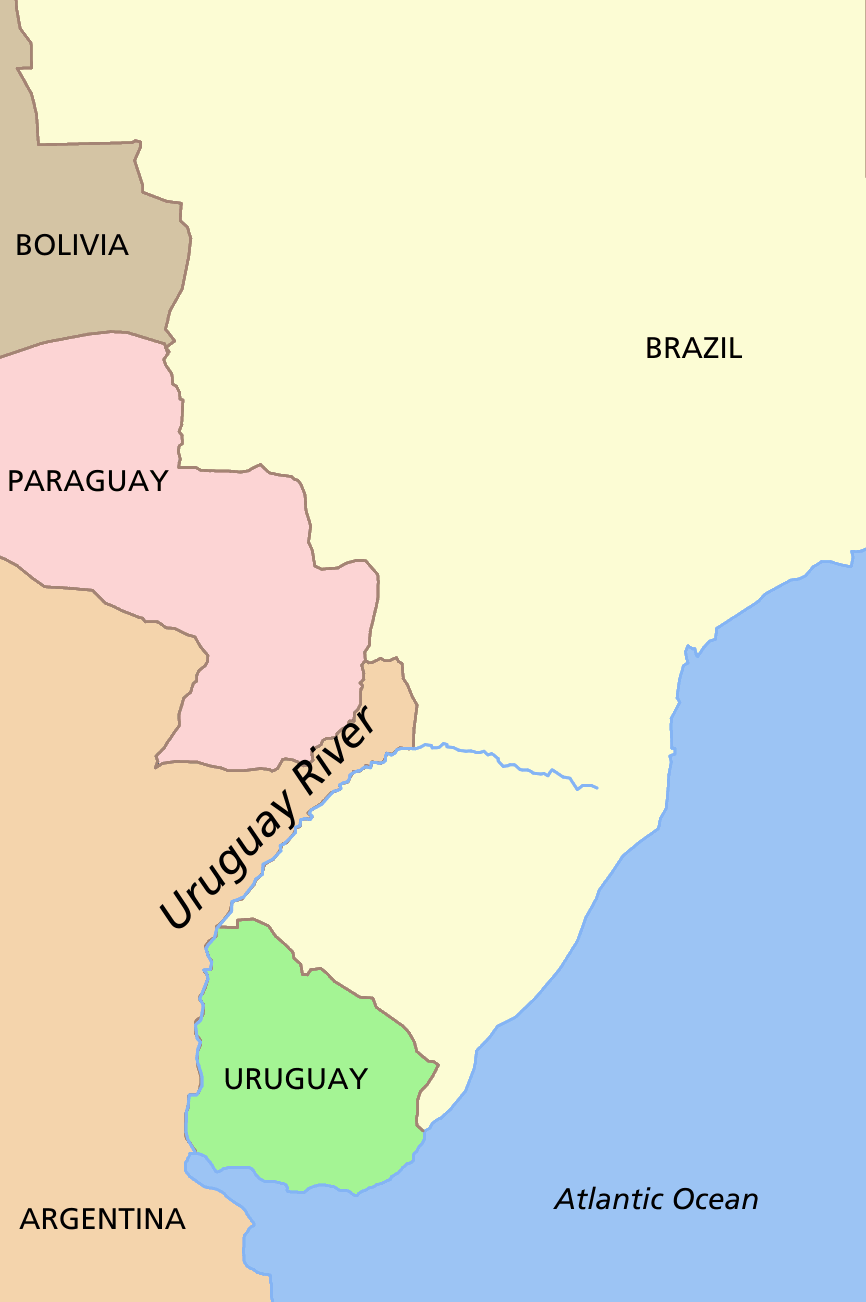
우루과이강

우루과이강(스페인어: Río Uruguay, 브라질 포르투갈어: Rio Uruguai)은 남아메리카 대륙을 북쪽에서 남쪽으로 흐르며 브라질과 아르헨티나, 우루과이의 국경을 이루는 강이다. 길이는 약 1,500 km로 파라나강과 합류하여 라플라타강을 이룬다.